# Alexandrow Gai
Alexandrow Gai (russisch Алекса́ндров Гай) ist ein Dorf (selo) in der Oblast Saratow in Russland mit 9728 Einwohnern (Stand 14. Oktober 2010).

## Geographie
Der Ort liegt etwa 240 km Luftlinie südöstlich des Oblastverwaltungszentrums Saratow und etwa 15 km von der Staatsgrenze zu Kasachstan in der Steppenlandschaft am Nordrand der Kaspischen Senke, zu beiden Seiten des Flusses Großer Usen (Bolschoi Usen).
Alexandrow Gai ist Verwaltungszentrum des Rajons Alexandrowo-Gaiski sowie Sitz des 2016 aus sechs früheren Gemeinden entstandenen „munizipalen Gebildes“ Alexandrowo-Gaiskoje munizipalnoje obrasowanije mit dem Status einer Landgemeinde (selskoje posselenije), zu dem insgesamt 54 Orte gehören. Die größten Ortschaften neben Alexandrow Gai sind mit jeweils über 500 Einwohnern Kamyschki (20 km nordwestlich), Kanawka (27 km nördlich), Lukow Kordon (30 km nordwestlich), Priusenski (13 km südöstlich) und Warfolomejewka (30 km südwestlich); 8 weitere haben mehr als 100 Einwohner, 15 mehr als 10 Einwohner, 10 unter 10 Einwohner und 15 keine ständigen Einwohner (Stand 2010).

## Geschichte
Der Ort entstand ab Ende des 17. Jahrhunderts, als sich in der zuvor nur von wenigen nomadisch lebenden Kasachen (bis ins 20. Jahrhundert als „Kirgisen“ bezeichnet) bewohnten Gegend aus der Leibeigenschaft geflohene russische Bauern ansiedelten. Nach der Freigabe der Territorien östlich der unteren Wolga für die Ansiedlung von Altgläubigen 1762 wurde Alexandrow Gai zu einem von deren Zentren in der Region und entwickelte sich zu einem bedeutenden Handelspunkt zwischen Russen und Steppenbewohnern. Das Dorf gehörte zunächst zum Ujesd Saratow, ab 1835 zum neugebildeten Ujesd Nowousensk des Gouvernements Saratow, der 1851 an das neugegründete Gouvernement Samara abgegeben wurde.
Einen weiteren wirtschaftlichen Aufschwung nahm der Ort ab 1895 nach der Heranführung einer zunächst schmalspurigen Eisenbahnstrecke (Spurweite 1000 mm) von Urbach (heute Puschkino) – an der zuvor eröffneten Strecke von Pokrowsk (heute Engels) nach Uralsk (heute Oral in Kasachstan) – über Krasny Kut und Nowousensk durch die private Rjasan-Uralsker Eisenbahn (umgebaut auf Breitspur 1906 bis Krasny Kut, auf dem Reststück bis 1919, nach anderen Angaben erst nach 1922).
Während des Russischen Bürgerkrieges wurde von 1919 bis 1921 ausgehend von Alexandrow Gai an einer Verlängerung der Bahnstrecke zu den Ölfeldern am Fluss Emba nordöstlich des Kaspischen Meeres sowie einer parallel verlaufenden Pipeline gebaut. Das als Algemba (von Alexandrow Gai und Emba) bezeichnete Projekt wurde jedoch nie beendet und wegen Bedeutungsverlust nach Kriegsende aufgegeben.
1935 wurde Alexandrow Gai Verwaltungssitz eines aus dem Nowousenski rajon ausgegliederten neuen Rajons. 1960 ging der Rajon vorübergehend wieder im Nowousenski rajon auf; der Ort Alexandrow Gai erhielt jedoch 1967 den Status einer Siedlung städtischen Typs. 1973 wurde der Rajon wiederhergestellt. Der Ort selbst ist seit 1996 wieder Dorf.

### Bevölkerungsentwicklung
| Jahr | Einwohner |
| ---- | --------- |
| 1897 | 8449      |
| 1939 | 5454      |
| 1959 | 4763      |
| 1970 | 8088      |
| 1979 | 8779      |
| 1989 | 9611      |
| 2002 | 9993      |
| 2010 | 9728      |

Anmerkung: Volkszählungsdaten

## Verkehr
Alexandrow Gai ist Endpunkt einer Eisenbahnstrecke, die heute im 152 km entfernten Krasny Kut von der Hauptstrecke (Saratow –) Urbach – Astrachan abzweigt. Die Strecke dient hauptsächlich dem Güterverkehr, aber nach mehrjähriger Einstellung des Personenverkehrs besteht seit 2015 wieder zweimal wöchentlich Verbindung in das Oblastzentrum Saratow (Stand November 2017). 
Auf dem letzten Abschnitt ab Nowousensk folgt der Bahnstrecke bis Alexandrow Gai die Regionalstraße 63K-00006, die östlich von Puschkino von der Regionalstraße Engels – Jerschow –  Grenze zu Kasachstan (früher R236, Teil der Europastraße 38) abzweigt.